# ASKÖ Pasching
Der ASKÖ Pasching war ein österreichischer Fußballverein aus Pasching, einer Gemeinde am Südwestrand der oberösterreichischen Landeshauptstadt Linz. Der Klub wurde 1946 gegründet und trug die Farben Schwarz-Grün. Zu seiner erfolgreichsten Zeit spielte der ASKÖ Pasching unter den Sponsorbezeichnungen SV PlusCity Pasching und FC Superfund von 2002/03 bis 2006/07 insgesamt fünf Saisonen in der Bundesliga. Medial wurde in dieser Zeit der Verein auch mit den umgangssprachlichen Namen SV Pasching, FC Pasching und Ähnliches bezeichnet. In der Generalversammlung vom 10. Mai 2007 wurde mit vier Gegenstimmen von 70 anwesenden Stimmberechtigten der Beschluss gefasst, mit 1. Juni 2007 den Vereinssitz nach Klagenfurt zu verlegen, wo der ASKÖ Pasching nun mit neuer Identität als SK Austria Kärnten, bis zum Konkurs am 14. Juni 2010 auftrat.

## Geschichte
Der ASKÖ Pasching (→ Arbeitsgemeinschaft für Sport und Körperkultur in Österreich) wurde am 15. Juni 1946 nach einer vorgehenden Versammlung im Gasthof Emhofer als ATSV Pasching gegründet. Den späteren Namen ASKÖ Pasching, unter dem der Klub österreichweit bekannt wurde, nahm man 1986 als damaliger Sechstligist an. Der schnelle Aufstieg des Vereins gelang zu Beginn der 1990er Jahre, in denen der Klub im neuen Waldstadion 1991 in die Bezirksliga aufstieg und bereits 1993 weiter in die damals viertklassige 2. Landesliga. Nachdem der ASKÖ Pasching auf Grund der Regionalligareform 1994 wieder fünftklassig wurde, ging es unter dem neuen Trainer Georg Zellhofer wieder weiter rasant nach oben: 1997 kam der Klub in die viertklassige 1. Landesliga, 1998 in die drittklassige Regionalliga Mitte. 2000 gelang es dem Drittligisten bis ins Halbfinale des ÖFB-Cups vorzudringen. Dabei wurden unter anderem die Bundesligisten SK Sturm Graz und FC Tirol Innsbruck geschlagen – immerhin Meister und Vizemeister im selben Jahr.
In der Saison 2000/01 gelang es dem ASKÖ Pasching schließlich weiter in die Erste Division zu marschieren, in der bereits im Debütjahr 2001/02 der Meistertitel und der damit verbundene Aufstieg in die Bundesliga gelang. Nach diesem überraschenden Aufstieg übertraf die Mannschaft in der Saison 2002/03 weiterhin alle Erwartungen und hielt lange Zeit den 2. Tabellenplatz, ehe sie sich am Ende als Tabellenfünfter für den UI-Cup qualifizieren konnten. Dort gelang ihr im Halbfinale ein legendärer 4:0-Heimsieg über Werder Bremen und man scheiterte erst im Finale gegen den FC Schalke 04. In der darauf folgenden Saison 2003/04 spielte Pasching, das am 21. Juli 2003 seine Umbenennung in FC Superfund bekannt gab, nach einem mäßigen Start eine sehr starke Rückrunde; die Mannschaft überstand alle 18 Rückrundenspiele ungeschlagen. Am Ende erreichte der ASKÖ Pasching den 3. Tabellenplatz und damit die erstmalige Chance zur Teilnahme am UEFA-Cup. Hier schied man jedoch in der 2. Qualifikationsrunde nach einem 3:1-Heimsieg gegen Zenit St. Petersburg knapp aufgrund der Auswärtstorregel aus.

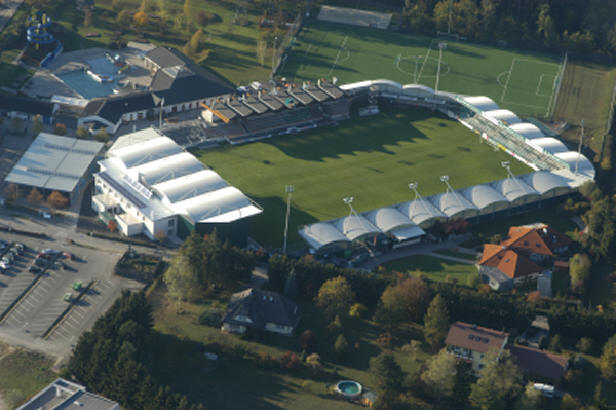
Das Paschinger Waldstadion

Mit der Zeit etablierte sich Pasching in der oberen Tabellenhälfte. In der Saison 2004/05 holte man den 4. Tabellenplatz und qualifizierte sich erneut für die Qualifikation zum UEFA-Cup. Der Verein traf erneut in der 2. Qualifikationsrunde auf Zenit St. Petersburg und schied wiederum nur aufgrund der Auswärtstorregel aus. Am 1. Jänner 2006 kam es zum Umbruch, nachdem Trainer Georg Zellhofer nach über neun Jahren als Trainer Paschings den Club verließ. Zum Nachfolger wurde Andreas Heraf ernannt, welcher aber nach nur drei erfolglosen Spielen zurücktrat. Dietmar Constantini übernahm sein Amt und die Mannschaft qualifizierte sich in der Saison 2005/06 mit dem 3. Tabellenplatz erstmals direkt für den UEFA-Cup. Wegen seines Engagements bei dem Privatsender ATV und da seine Fußball-Trainingscamps ihm nicht die notwendige Zeit gewährten, verließ er mit Ende Mai 2006 den Verein.
Die Trainer-Nachfolge trat im Juni 2006 der Kroate Milan Đuričić an, mit dem das Team im UEFA-Cup nach zwei Niederlagen gegen den AS Livorno ausschied. Am 24. Oktober 2006 gab Đuričić zusammen mit seinem Co-Trainer Milan Miklavič den Rücktritt bekannt. Als Anlass nannte er, wie auch sein Co-Trainer, persönliche Gründe. Am Tag danach übernahm Didi Constantini wieder den Trainerposten bis Saisonende. Im April 2007 gab Pasching-Präsident Franz Grad bekannt, dass der Klub nach Klagenfurt in Kärnten ziehen werde und dort unter neuer Identität und Führung als SK Austria Kärnten spielen solle. Gleichzeitig wurde in Pasching ein neuer Verein namens FC Superfund Pasching als Nachfolgeverein gegründet. Austria Kärnten musste am 14. Juni 2010 Konkurs anmelden und stellte den Spielbetrieb ein.

## Spieler
| - Michael Baur - Ernst Dospel - Thomas Flögel - Edi Glieder - Radosław Gilewicz - Patrik Ježek - Michael Horvath - Patrick Pircher - Tolunay Kafkas | - Volkan Kahraman - Marcel Ketelaer - Sanel Kuljic - Stefan Köck - Roland Kirchler - Markus Kiesenebner - Bozo Kovacevic - Wolfgang Mair - Thomas Riedl (2006–2007) - Kai Schoppitsch - Dragan Šarac - Christian Mayrleb | - Manuel Ortlechner - Thomas Pichlmann - Yüksel Sariyar - Josef Schicklgruber - Torsten Knabel - Sascha Metlitski - Manfred Rothbauer - Michael Gspurning - Helmut Riegler |

Torschützenkönige:
- 2005: Christian Mayrleb – 21 Tore

## Erfolge
- 5 Erstligateilnahme: 2003–2007 (3. Platz 2004 und 2006)
- 1 × Österreichischer Zweitligameister: 2002
- 2 × Halbfinalist im ÖFB-Cup: 2000 und 2006
- 1 × Erstrundenteilnehmer im UEFA-Cup: 2007
- 1 × Finalist UI-Cup: 2003

## Europacupergebnisse
siehe: FC Pasching/Europapokalstatistik